# Långtjärnen (Vänjans socken, Dalarna)
Långtjärnen är en sjö i Mora kommun i Dalarna och ingår i Dalälvens huvudavrinningsområde. Sjön har en area på 0,0898 kvadratkilometer och ligger 403,3 meter över havet. Sjön avvattnas av vattendraget Gasjöbäcken.

## Delavrinningsområde
Långtjärnen ingår i det delavrinningsområde (675996-138970) som SMHI kallar för Utloppet av Gasjön. Medelhöjden är 399 meter över havet och ytan är 6,69 kvadratkilometer. Det finns inga avrinningsområden uppströms utan avrinningsområdet är högsta punkten. Gasjöbäcken som avvattnar avrinningsområdet har biflödesordning 5, vilket innebär att vattnet flödar genom totalt 5 vattendrag innan det når havet efter 396 kilometer. Avrinningsområdet består mestadels av skog (56 procent) och sankmarker (18 procent). Avrinningsområdet har 1,52 kvadratkilometer vattenytor vilket ger det en sjöprocent på 22,7 procent.